# La Marquise
La Marquise est une nouvelle de George Sand parue le 9 décembre 1832 dans la Revue de Paris. La nouvelle a pour récit cadre un entretien entre la marquise de R..., une femme âgée ayant vécu à la cour de Louis XV, et le narrateur, un jeune homme inconnu. La marquise de R... raconte ses amours, tous insatisfaisants, à l'exception de celui qu'elle a eu pour un modeste comédien italien nommé Lélio. La protagoniste raconte ses tentatives d'attirer l’attention de l’homme et d’en faire la rencontre.

## Contexte d'écriture
L'année 1832 est difficile pour George Sand, qui a alors 28 ans. En effet, elle conserve des séquelles physiques et psychologiques d'une crise d'apoplexie survenue en 1831. En avril 1832, elle quitte Nohant avec sa fille Solange pour Paris, mais peu de temps après, une épidémie de choléra y sévit. Elle vit toujours à ce moment avec Jules Sandeau.
Cette année représente aussi pour Sand son entrée en littérature avec la parution d'Indiana en mai, qui est un succès commercial immédiat. Le 26 juillet, elle obtient 2 400 francs pour Valentine. Cependant, sa relation avec Sandeau se détériore au même moment, culminant avec leur séparation le 30 juillet.
Au mois d'août, Sand repart pour Nohant. Son malaise de début d'année persiste et s'accentue. Le 22 août, elle annule ses activités sociales. Elle se sent irritée et dépitée car elle doit jongler entre le rôle de mère, d'amante, d'écrivaine et de châtelaine. Elle peut néanmoins s'acheter un logement au quai Malaquais grâce au succès d'Indiana. Elle s'y installe le 19 novembre et y ramène Solange le 1er décembre. La Marquise est publiée quelques jours plus tard, le 9 décembre, dans la Revue de Paris, bien qu'elle soit terminée depuis septembre. Cependant, les éditeurs font la compétition pour les droits d'impressions des textes de Sand; la Revue de Paris et la Revue des Deux Mondes sont les principaux belligérants dans cette dispute de droits, mais c'est cette dernière qui remporte la manche et Sand signe avec François Buloz un traité le 11 décembre 1832, lequel stipule qu'elle obtienne une rente annuelle de quatre mille francs pour trente-deux pages toutes les six semaines.

## Histoire éditoriale
La première version de la nouvelle parue dans la Revue de Paris s'ouvre sur cinq paragraphes qui seront supprimés dès la première édition en volume chez Magen en 1834. Cette entrée en la matière, jugée par Sainte-Beuve comme « assez pénible », fait l'historique de la disparition de la noblesse, à laquelle appartient la marquise de R..., de 1793 à la monarchie de Juillet. L'édition en volume apporte une autre modification majeure: elle divise le texte en trois parties.
La nouvelle paraît plusieurs fois au cours du vivant de Sand:
- En 1837 dans le tome X des Œuvres complètes chez Félix Bonnaire;
- En 1844 dans le tome V des Œuvres complètes chez Perrotin;
- En 1852 dans le tome II des Œuvres illustrées chez Hetzel;
- En 1861 dans le recueil Nouvelles chez Michel Lévy, qui restera l'édition définitive de l'œuvre (aux côtés de Lavinia, Pauline, Mattea, Metella et Melchior).

## Résumé

### Première partie
La marquise de R... entame un dialogue avec le narrateur du récit-cadre en annonçant la mort de son ami et amant de longue date, le vicomte de Larrieux. Elle confesse son passé au jeune homme afin de raconter l’histoire de sa vie entière et se libérer, en quelque sorte, du fardeau qu’a été son existence. Elle débute en expliquant qu’elle fut élevée à Saint-Cyr et qu’elle y a reçu une éducation plus néfaste que bénéfique. À la sortie du pensionnant, à ses seize ans, elle se marie à un homme dans la cinquantaine : le marquis de R... Devenue veuve six mois plus tard, les membres de sa société l’exhorte à se remarier rapidement. Toutefois, l’expérience conjugale initiale de la marquise avec son mari froid et distant crée en elle une profonde aversion envers les hommes. Les femmes de son entourage tentent de la « convertir » à leur mode de vie libertin débordant d’amants, mais se découragent et la tournent plutôt au ridicule : l’incorruptibilité de la marquise remet l’entièreté de leurs mœurs en question. Par conséquent, elle doit essuyer injures et remontrances avant de se trouver isolée, seule avec une misanthropie grandissante.

### Deuxième partie
La marquise de R... doit faire un « choix » pour calmer les critiques. Son choix s’arrête sur le vicomte de Larrieux, fraîchement arrivé de province. Cependant, l'amour de Larrieux pour la marquise est purement physique et n'atteint pas une profondeur sentimentale. Le vicomte se révèle terriblement jaloux et obsessif, ce que la marquise supporte pendant soixante ans. Elle  n'est jamais capable de l’aimer, mais leur association lui procure une paix relative face à l’environnement hostile dans lequel elle évolue. La marquise devient non seulement « protégée » par le vicomte, mais se retrouve dans une situation enviée des femmes de son entourage étant donné des agissements de Larrieux, qui représente le modèle exemplaire de l’amant dans leur société mondaine.

### Troisième partie
La marquise se résout à tout dévoiler et annonce au narrateur qu’elle n’a été amoureuse qu’une seule et unique fois au cours de sa vie, mais de façon idéale et extraordinaire. Elle s'attache à Lélio, un comédien italien considéré comme médiocre par le public car il ne cadre pas dans les normes artistiques de la production théâtrale du XVIIIe siècle. Lélio a une allure chétive et une voix nerveuse ; ce qui charme plutôt la marquise, ce sont ses expressions, sa gestuelle, son attitude empreinte d’une grâce irrésistible. Cette dernière développa une sorte de dépendance envers Lélio et se doit de le voir le plus souvent possible. Elle élabore un stratagème dans lequel elle fait semblant d’aller prier afin d’assister à la performance du comédien en secret tout en se déguisant en écolier. Cette rencontre et cette émergence de sentiments inédits et palpitants redonnent un éclat à sa vie : la marquise est heureuse. La passion de la marquise est telle qu’elle perçoit les péripéties théâtrales de Lélio comme réalité : ses déboires la troublent physiquement et ses victoires la font crier de joie.
Un jour, elle croise Lélio à la sortie du théâtre. Elle ne peut s’empêcher de le suivre dans un bar miteux malgré tous les risques qu’elle encourt en agissant ainsi. Sa vision idéale de Lélio est désenchantée en le découvrant vulgaire, sale et insipide, accoudé au bar. Malgré cette rencontre éloignée, la marquise réalise qu'elle est toujours éprise de Lélio lorsqu'elle le revoit sur scène: ses émotions provoquent une commotion dans la salle et lui attirent les regards du comédien de son cœur. La marquise explique au narrateur que c’est précisément ce soir-là qu’elle comprend la nature de son amour envers Lélio : elle aime ce qu’il représente sur scène et non ce qu’il est réellement. De ce fait, elle recommence à aller régulièrement au théâtre et débute un échange privé, mais passionné, de regards avec Lélio lorsqu’il joue ; il tombe follement amoureux d'elle.
Cependant, Lélio quitte brusquement la Comédie-Française, ce qui précipite la relation des deux personnages. La marquise lit une lettre à voix haute au narrateur, lettre écrite par Lélio et qu'elle a conservée pendant des années. Dans cette lettre, il lui avoue ses états d'âme et déplore sa condition sociale inférieure, qui rend leur amour impossible. La marquise, bouleversée, lui répond, ce qui se solde d'un nouveau billet de la part du comédien qui la supplie pour une rencontre. La marquise, affaiblie par une saignée occasionnée par une crise nerveuse, s'habille et commande un fiacre pour se rendre au lieu du rendez-vous. À minuit, Lélio arrive, vêtu de son costume de théâtre. Leur rencontre est chaste, mêlée de pleurs et d'émotions. Puis, quand la marquise le quitte pour la nuit, Lélio redevient l'homme brisé du bar miteux et la supplie de rester. La marquise garde pour toujours dans son cœur le souvenir d'un amour idéal, en évacuant l'homme qu'était réellement Lélio.

## Personnages

### La marquise de R...
La marquise est une femme de quatre-vingt ans lorsqu’elle raconte son histoire. Fille de bonne famille du XVIIIe siècle, elle passe son adolescence à l’institut Saint-Cyr d’où elle sort à 16 ans pour marier le Marquis de R..., qui décède six mois plus tard. Ayant développé une aversion pour le mariage et pour les hommes à la suite de son expérience froide avec son défunt époux, elle ne se remarie pas. Aux yeux de ses contemporains, elle est une femme qui incarne la beauté, mais qui est insensible et qui refuse de se fondre dans le moule de la société libertine.Elle prend cependant le Vicomte de Larrieux pour amant, sans toutefois ne jamais l’aimer. Son seul amour fut le comédien Lélio, pour qui elle entretint une passion durant 5 ans. Les trois parties de la nouvelle porte sur différentes périodes de la vie de la marquise de R...

### Lélio
Lélio est un comédien italien à la Comédie Française. Son jeu d’acteur n’est pas apprécié et, malgré son élégance, il n’est vu que comme « un comédien de mauvais goût. » En dépit de cela, Lélio a une certaine prestance qui charme instantanément la marquise : « [elle n'a] jamais vu dans une statue, dans une peinture, dans un homme, une puissance de beauté plus idéale et plus suave. »  Or la dualité entre le personnage de scène et l’humain derrière le masque vient troubler son admiratrice. En effet, elle ne le reconnait plus lorsqu’il quitte les planches de la scène « il était jaune, flétri, usé ; il était mal mis ; il avait l’air commun ; il parlait d’une voix rauque et étreinte. »

### Le vicomte de Larrieux
Bel homme provincial, le vicomte arrive à Paris lorsque la marquise est dans la petite vingtaine. Très sincèrement amoureux d’elle, il devient rapidement son amant. Bien que possessif envers sa maîtresse, Larrieux est décrit comme un homme doté d’une grande candeur et d’une droiture de sentiment. La marquise le trouve cependant sans talent et sans esprit. Il est l’amant en titre de la marquise et son ami pendant soixante ans. Le vicomte de Larrieux meurt, infirme, à l’âge de quatre-vingt-quatre ans ; « L’annonce de sa mort est partiellement à l’origine du récit de la marquise : c’est quand son vieil amant meurt que celle-ci raconte la seule histoire d’amour qu’elle ait eue, avec Lélio. »

### Le narrateur
Le narrateur de la nouvelle est le destinataire de la marquise, qui lui raconte son histoire. C'est un jeune homme, ce qui le place en opposition avec la marquise, à la fois par l'âge et le genre. Il interrompt parfois l'histoire de la vieille femme pour donner son opinion, souvent sur le ton du jugement.

## Accueil critique
La nouvelle est plutôt bien reçue: dans une lettre du 20 décembre 1832, Sand écrit à Jules Boucoiran, le précepteur de Maurice: « La Marquise a eu un grand succès et a complété les avantages de ma position. » Le 31 décembre, Sainte-Beuve, qui avait fait la recension d'Indiana à sa sortie, rend hommage à La Marquise à la fin de sa critique de Valentine: « cette nouvelle est d'un bout à l'autre un profond et passionné tableau, comparable, sans y ressembler, à ce que M. Mérimée a produit d'excellent en ce genre. »
La nouvelle continue de faire l'objet de critiques quelques années après sa parution. En 1834, Adolphe Guéroult la qualifie de « véritable bijou » ; Balzac, en 1839, la compare à une « petite perle. » En 1835, la critique de Jules Janin est plus ambigüe: « George Sand, ce grand maître, votre maître à tous, MM. les maîtres, George Sand, cet être sans nom qui a tous les noms, ce poëte sans sexe ou plutôt cet incroyable hermaphrodite du roman et du drame, a fait un jour, en se jouant, une petite nouvelle intitulée: la Marquise. [...] Cette nouvelle c'est moin que rien [...] Oui, George Sand est un grand maître et sa Marquise est un petit chef-d'œuvre. Quel dommage qu'après sa Marquise George Sand ait fait Lélia ! »
Dostoïevski, dans son hommage à Sand en 1876, consacre quelques mots à La Marquise et son personnage principal:
« George Sand nous y présente le caractère d’une jeune femme loyale et honnête, mais inexpérimentée, douée de cette chasteté fière qui ne craint rien et ne peut se souiller même au contact de la corruption. Elle va droit au sacrifice (qu’elle croit qu’on attend d’elle) avec une abnégation qui brave tous les périls. Ce qu’elle rencontre sur sa route ne l’intimide en rien, au contraire. Sa bravoure s’en exalte. Ce n’est que dans le danger que son jeune cœur prend conscience de toutes ses forces. Son énergie s’en exaspère ; elle découvre des chemins et des horizons nouveaux à son âme, qui s’ignorait encore, mais qui était fraîche et forte, non encore salie par des concessions à la vie. Avec cela, la forme du poème est irréprochable et charmante. »

## Adaptations

### Adaptation à l'opéra
En 1835, La Marquise est adaptée pour la scène au théâtre de l’Opéra-Comique par Adolphe Adam, Henri Vernoy de Saint-Georges et Adolphe de Leuven. La première représentation de l’opéra en un acte est donnée le 28 février 1835. Sa distribution est composée d’Anaïs Fargueil (la marquise Ofalia), d'Etienne-Bernard-Auguste Thénard (Clairval), de Giovanni Inchindi (le duc de Cavalcanti) et Annette LeBrun (Paquita).
Cette adaption ne conserve que le fond des idées de la nouvelle et comporte donc de nombreuses différences avec celle-ci. L'opéra se déroule au XVIIIe siècle, alors que la marquise (renommée Ofalia) est une jeune femme, ce qui évacue le récit-cadre caractéristique de l'œuvre originale. La marquise Ofalia est Espagnole plutôt que Française, et Clairval, remplaçant Lélio, performe à la Comédie-Italienne et non pas à la Comédie-Française. Le vicomte de Larrieux est plutôt le duc de Cavalcanti, et Florence est renommée Paquita. Les personnages présentent de multiples archétypes et clichés d'espagnols, populaires dans les années 1830. Pour permettre à la nouvelle d’être transposée au théâtre, la variété de lieux de l’œuvre de Sand est simplifiée en un simple boudoir où se déroulent les actions, pièce semblable à celle où se déroule la rencontre finale entre Lélio et la marquise. Ofalia est aussi grandement assagie, puisque le caractère original de la marquise de R... n’aurait pas pu être reçu sur les planches d’une scène. Une autre différence majeure réside dans le costume que porte Clairval au moment de rencontrer la marquise. Plutôt que d'être vêtu comme Don Juan, il porte plutôt un imposant costume de la Bête, personnage de Zémire et Azor. L’amour de Ofalia naît donc lorsque l’acteur retire la grosse tête qui lui cache le visage ; cette marquise, plutôt que d’être désillusionnée en découvrant l’humain derrière le costume, s’éprend de lui. La relation entre la marquise et Clairval se termine lorsque celui-ci convainc sa belle que sa vie d’acteur ne lui apportera aucun bénéfice, et celle-ci épouse donc le duc de Cavalcanti.

#### Réception critique
Le 2 mars 1835 paraît la première critique de l’opéra dans Le Figaro. Brève et concise, elle résume rapidement la pièce et complimente les compositions d'Adam : « La musique a du charme et le de grâce : elle est établie avec cette adresse et ce sein que M. Adam met d’ordinaire dans ses partitions. » Le lendemain, 3 mars, est publiée une nouvelle critique dans Le Constitutionnel. Un peu plus détaillée, elle s’attarde malgré tout sur les mêmes sujets que celle publiée la veille, soit la musique « facile, légère, agréable, spirituelle », l’histoire en un bref résumé et un avis favorable quant aux chanteurs. Dans les deux cas, La Marquise n’est pas mentionnée.
C’est le 9 mars suivant, dans le Journal des débats sous la plume de Jules Janin, que l’on retrouve une plus longue réflexion au sujet de l'adaptation. Il donne une description détaillée de la pièce et de son déroulement ainsi que des commentaires au sujet de l'œuvre originale de Sand et des acteurs incarnant ses personnages. L'article est plutôt tiède face à l’adaptation. Les compositions de Adam sont décrites comme « une honnête et jolie musique, vive, légère, coquette, sans façon, qui même parfois a quelques idées originales. » En ce qui concerne la distribution, les commentaires vouent quelques compliments aux acteurs, mais déplorent le « jeu monotone et belge » de l’un ou « la voix [qui] manque à l’autre. »
La pièce n'a pas de réelle postérité. Une nouvelle tentative de la faire jouer sur scène est mise en œuvre en 1849, mais le succès n’est pas au rendez-vous.

#### Éditions de la nouvelle
- George Sand, « La Marquise », dans La Revue de Paris, 9 décembre 1832, p. 92-129. Version originale avec cinq paragraphes inédits. [lire en ligne]
- George Sand, « La Marquise », dans Le Secrétaire intime suivi de Metella, La Marquise, Lavinia, t. II, Paris, Victor Magen, 1834. Première édition en volume de la nouvelle.
- George Sand, « La Marquise », dans Œuvres complètes, t. X, Paris, Félix Bonnaire, 1837.
- George Sand, « La Marquise », dans Œuvres complètes, t. V, Paris, Perrotin, 1844.
- George Sand, « La Marquise », dans Œuvres complètes, t. II, Paris, Hetzel, 1837.
- George Sand, « La Marquise », dans Nouvelles, Paris, Michel Lévy, 1861.
- George Sand, « La Marquise », dans Vies d'artistes, édition de Marie-Madeleine Fragonard, Paris, Presses de la cité, 1992.
- George Sand, « La Marquise », dans Œuvres complètes. Fictions brèves 1832: Melchior, La Marquise, La Reine Mab, Le Toast, édition de Simone Bernard-Griffiths et Jeanne Brunereau, Paris, Honoré Champion, 2021.

#### Études savantes
- Leisha Ashdown-Lecointre, « Bouffon sublime, bouffon grotesque. Chute de l'acteur romantique », Essays in French Literature, no 34, 1997, p. 23-36.
- Olivier Bara, « La Marquise à l'Opéra-Comique. De George Sand à Adolphe Adam », Cahiers George Sand, no 40, 2018, p. 197-208. [lire en ligne]
- Simone Bernard-Griffiths, « La Marquise ou la nouvelle en majesté », dans Béatrice Didier (dir.), Œuvres complètes : Fictions brèves, 1832 : Melchior; La Marquise; La Reine Mab; Le Toast, Paris, Honoré Champion, 2021, p. 73-133.
- Simone Bernard-Griffiths, « Théâtre, théâtralité et mythe de Don Juan dans La Marquise, nouvelle de 1832 », Essais sur l'imaginaire de George Sand, Paris, Classiques Garnier, 2018, p. 441-463.
- Simone Bernard-Griffiths, « La Marquise », dans Simone Bernard-Griffiths et Pascale Auraix-Jonchière (dir.), Dictionnaire George Sand, Honoré Champion, vol. II, Paris, 2015, p. 721-727.
- Nicole Bothorel, « L'obstacle romanesque dans quelques œuvres de George Sand », Études Littéraires, vol. 3, no 1, 1970, p. 65-75.
- Carmen Boustani, « Genre sexué/genre littéraire: la nouvelle de Sand », Effets du féminin. Variations narratives francophones, Paris, Karthala, 2003, p. 193-205.
- Scott D. Carpenter, « Illusion et idéalisme dans La Marquise et Sarrasine », The French Review, vol. 79, no 4, 2006, p. 749-759.
- Sylvie Charron Witkin, « Les Nouvelles de George Sand: fictions de l'étrangère », Nineteenth-Century French Studies, vol. 23, no 3-4, 1995, p. 365-372.
- Cecilia Fernandez, « Sand's La Marquise. Feminism and romantic idealism », dans David A. Powell (dir.), Le Siècle de George Sand, Amsterdam-Atlanta, Rodopi, coll. « Faux-titre », 1998, p. 157-164.
- Valeria Gianolio, « I diversi specchi dello scritto. Le novelle di George Sand », dans Valeria Gianolo et Sergio Zoppi (dir.), Forme brevi. Note suiconfini dei testi nella letteratura francese e francofona, Turin, Tirrenia-Stampatori, coll. « Variétés », 1989, p. 13-34.
- Monia Kallel, « Le dialogisme naissant dans les fictions de 1830: le cas de Mauprat et de La Marquise », dans Nigel Harkness et Jacinta Wright (dir.), George Sand. Intertextualité et Polyphonie II: Voix, Image, Texte, Oxford, Peter Lang, coll. « French Studies of the Eighteenth and Nineteenth Centuries », 2011, p. 51-67.
- Pierre Laforgue, « La Marquise, ou l'auteur en quête de personnage », George Sand Studies, vol. 22, 2003, p. 49-55.
- Françoise Nassardier-Kennedy, « L'Espace du féminin dans La Marquise », George Sand Studies, vol. 10, no 1-2, 1991, p. 28-33.
- Catherine Négovanovic, « De la médiocrité au sublime: quand le vêtement de la marquise se fait transcendance », Cahiers George Sand, no 38, 2016, p. 113-126.
- Pratima Prasad, « Displaced Performances: The Erotics of George Sand's Theatrical Space », Romance Notes, vol. 40, no 2, 2000, p. 223-233.